# Parafia Ewangelicko-Augsburska w Pasymiu
Parafia Ewangelicko-Augsburska w Pasymiu – luterańska parafia w Pasymiu, należąca do diecezji mazurskiej Kościoła Ewangelicko-Augsburskiego w RP. Została utworzona w XVI wieku. Jej siedziba mieści się przy ulicy Jedności Słowiańskiej. Posiada kościół filialny w Dźwierzutach, prowadzi nabożeństwa również w Jedwabnie.
Terytorialnie parafia obejmuje gminę Pasym, gminę Jedwabno oraz zachodnią część gminy Dźwierzuty.

## Historia

### Pasym
Po traktacie krakowskim 6 lipca 1525 luteranizm stał się religią państwową na terenie Prus. Od 10 marca 1528 parafia w Pasymiu podlegała biskupstwu pomezańskiemu. W 1547 na proboszcza został mianowany ks. dr Andrzej Samuel, będący również autorem literatury religijnej. Był rekomendowany na to stanowisko przez Filipa Melanchtona.
Według danych z wizytacji biskupiej z 10 października 1579 parafia pasymska obejmowała 19 wiosek, a nabożeństwa odbywały się w języku polskim i niemieckim.
Podczas pożaru miasta w 1750 został uszkodzony kościół, spaleniu uległ dach oraz wieża. Odbudowa ze zniszczeń trwała przez kilkanaście kolejnych lat.
1 stycznia 1807 miasto zajęły wojska francuskie, a 2 lutego przybył tutaj Napoleon Bonaparte. Jego siedzibę urządzono w budynku plebanii.
Od 1851 co dwa tygodnie w kościele odbywały się również msze katolickie, do czasu budowy w Pasymiu świątyni rzymskokatolickiej w 1876, która była wspierana również przez mieszkańców wyznania ewangelickiego.
W latach 20. XX wieku parafia liczyła 5200 członków. Działała tu stacja diakonijna, a na obejmowanym przez nią terenie funkcjonowało 14 szkół. W latach 1929–1939 pracował tu ks. Richard Schwarz, a w okresie 1938–1945 – ks. Ernst Burdach.
W czasie istnienia III Rzeszy niektórzy z członków parafii opowiedzieli się za pronazistowskim ruchem Niemieccy Chrześcijanie, jednak większość zborowników poparła opozycyjny Kościół Wyznający. Aktywnym członkiem Kościoła Wyznającego pozostawał duszpasterz parafii w tym okresie, ks. Ernst Burdach. Działalność proboszcza doprowadziła do jego kilkukrotnego aresztowania, a także odebrania zborowi budynku parafialnego, w którym znajdowały się sale do nauki religii.
W styczniu 1945 ogłoszona została ewakuacja ludności w związku ze zbliżaniem się Armii Czerwonej. Proboszcz Burdach opuścił Pasym w dniu zajęcia miasta przez wojska radzieckie 22 stycznia 1945, a następnie wyemigrował do Niemiec. Po przejęciu administracji nad tym terenem przez władze polskie, parafia weszła w skład Kościoła Ewangelicko-Augsburskiego w RP.
Zaraz po zakończeniu II wojny światowej na terenie parafii działalność prowadził metodystyczny kaznodzieja ks. Jan Checzkiewicz, skierowany tu przez władze swojego kościoła w celu pozyskania ewangelickich wiernych na rzecz Kościoła Metodystycznego. Zajął on budynek plebanii, a w domu parafialnym prowadzone były metodystyczne nabożeństwa. Pod pretekstem zbierania podpisów pod deklaracjami o potrzebę uzyskania pomocy materialnej, zbierał on wśród ewangelików podpisy pod dokumentami potwierdzającymi przejście na metodyzm. Opuścił on parafię po przyjeździe tu ks. Ottona Wittenberga. 
W lutym 1946 do miasta przybył ks. Otton Wittenberg, który objął funkcję tutejszego proboszcza. Według stanu na październik 1947 parafia była właścicielem kościoła, plebanii, dwóch zniszczonych stodół oraz domu parafialnego zlokalizowanego przy ul. Dworcowej 37. Druga plebania przy ul. Jeziornej pozostawała zajęta przez katolików.
W 1950, poza parafią pasymską, ks. Wittenberg obsługiwał również parafie w Dźwierzutach, Jedwabnie, Małdze, Nowym Dworze oraz Nowej Wsi, jak również stacje kaznodziejskie Natać Wielka i Zgniłocha, znajdujące się na terenie parafii Kurki. W Pasymiu odbywała się wówczas regularna szkółka niedzielna, w pozostałych parafiach były one prowadzone od czasu do czasu. Działał tu trzydziestoosobowy chór, prowadzono lekcje religii i przygotowanie do konfirmacji.
W 1951 parafia skupiała 1128 wiernych, w roku tym odbyło się 10 chrztów, 13 pogrzebów, 8 ślubów, a do konfirmacji przystąpiły 43 osoby. W 1953 ks. Wittenberg został odwołany ze stanowiska proboszcza w Pasymiu, co spotkało się ze sprzeciwem miejscowych wiernych. Dzięki ich zabiegom dotychczasowy proboszcz pozostał na zajmowanym przez siebie stanowisku do kwietnia 1959, kiedy objął parafię w Olsztynie, a nowym duszpasterzem pasymskich wiernych został ks. Henryk Zalewski.
W końcu lat 50. XX wieku parafia otaczała opieką duszpasterską około 3000 wiernych, w tym około 1100 w samym Pasymiu i miejscowościach przyległych.
Na Zgromadzeniu Parafialnym w dniu 27 listopada 1960 odbyły się wybory nowego proboszcza parafii, którym został ks. Henryk Zalewski, wprowadzony w urząd 17 września 1961 przez biskupa Kościoła Ewangelicko-Augsburskiego w PRL ks. Andrzeja Wantułę wraz z asystą ks. bp. Karola Kotuli i seniora diecezji mazurskiej ks. Alfreda Jaguckiego.
Od 1 lipca 1970 stanowisko proboszcza-administratora zaczął tu pełnić formalnie ks. Henryk Szreder, parafia została mu przekazana przez ks. Henryka Zalewskiego w dniu 24 sierpnia 1970 w obecności ks. sen. Pawła Kubiczka. W momencie tym parafia liczyła 300 wiernych.
Proboszcz Henryk Szreder zmarł 2 kwietnia 1982, wobec czego opiekę nad parafią przejął senior diecezji ks. Paweł Kubiczek. W 1988 pracę w parafii w Pasymiu jako wikariusz rozpoczął ks. Witold Twardzik, który 1 kwietnia 1992 objął funkcję proboszcza-administratora, a od 1996 pełni stanowisko jej proboszcza.
Z uwagi na śmierć proboszcza parafii w Szczytnie ks. Alfreda Tschirschnitza, w okresie od sierpnia 2011 do 31 marca 2012 parafia w Pasymiu sprawowała administrację nad parafią w Szczytnie. Parafia w Pasymiu ponownie pełniła zarząd nad szczycieńską parafią od stycznia do 31 sierpnia 2013 oraz od 18 listopada 2018 do 17 sierpnia 2019 wobec wakatów na stanowisku tamtejszego proboszcza.

### Dźwierzuty

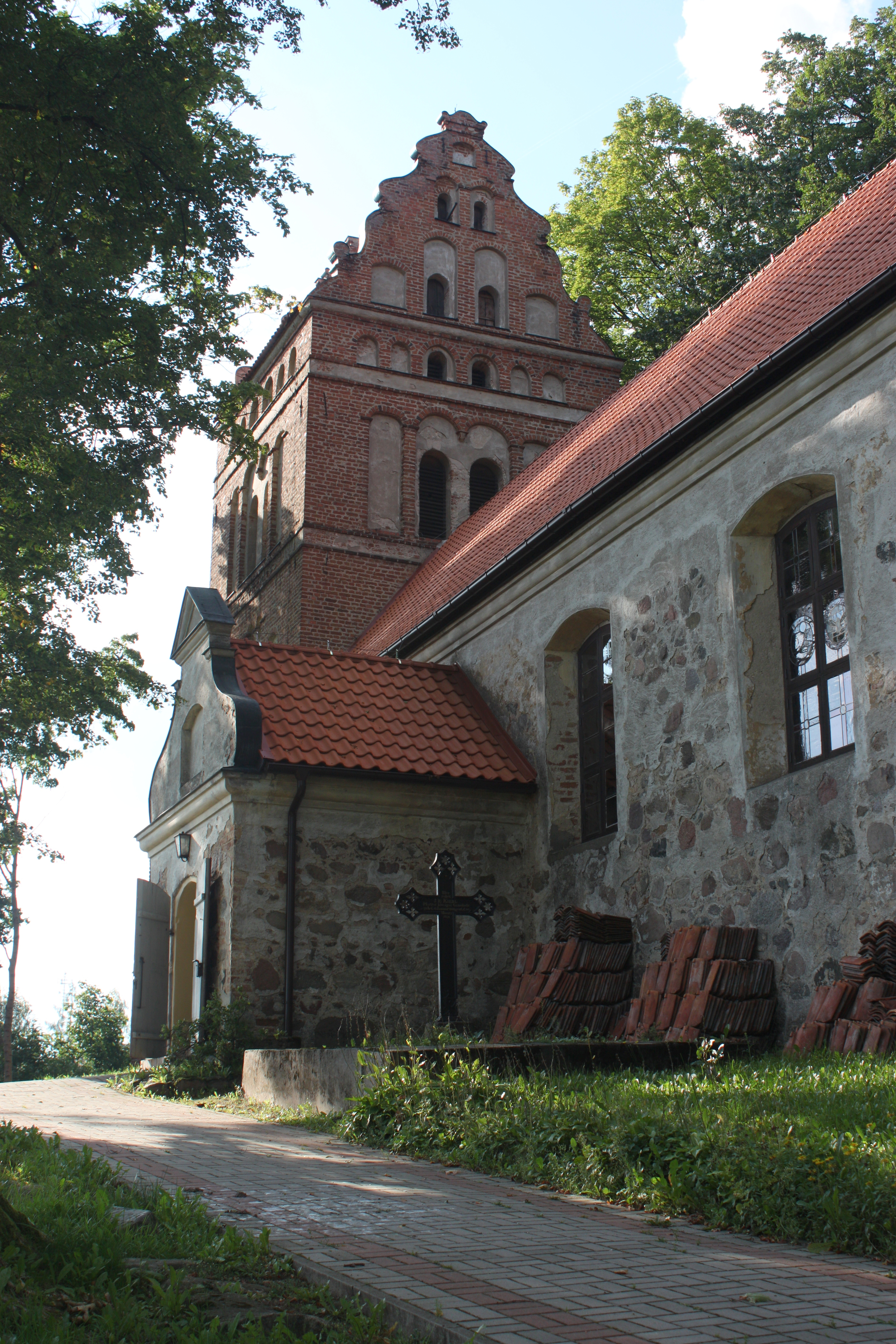
Kościół ewangelicko-augsburski w Dźwierzutach

Podobnie jak parafia w Pasymiu, 10 marca 1528 parafia w Dźwierzutach została włączona do biskupstwa pomezańskiego. W 1693 miejscowy kościół został zniszczony podczas pożaru, świątynię odbudowano dwa lata później.
W okresie 1763–1768 funkcję proboszcza pełnił ks. Johann Samuel Gregorovius, będący autorem wydanej w Gdańsku w 1763 Postylli polskiej w sobie 67 kazań zawierającej.
Od sierpnia 1914 Dźwierzuty zostały zajęte przez wojska rosyjskie, a siedzibą generała korpusu stał się budynek plebanii. Dzięki zabiegom proboszcza ks. Christopha Danielowskiego miejscowość nie ucierpiała podczas działań wojennych.
W latach 20. XX wieku parafia skupiała 3600 wiernych, a na terytorium przez nią obejmowanym działalność prowadziło 7 szkół.
W okresie narodowego socjalizmu w parafii doszło do podziału, część wiernych popierających ideologię nazistowską wystąpiła z kościoła i została członkami Niemieckich Chrześcijan, inni sympatyzowali z ruchem Kościoła Wyznającego.
Po zajęciu  21 stycznia 1945 wsi przez Armię Czerwoną nastąpiło osiedlanie się tu ludności pochodzącej z Mazowsza oraz Kresów Wschodnich. Powróciła też część dawnych mieszkańców miejscowości, co nastąpiło w wyniku niepowodzenia ewakuacji ich w okolice Gdańska. Rozpoczęły się prześladowania Mazurów, z których większość w kolejnych latach wyjechała.
Od 1945 parafia ewangelicka w Dźwierzutach przeszła pod zarząd parafii w Pasymiu. Na przełomie 1946–1947 liczyła 1200 wiernych. Dotychczasowa plebania została zajęta na szkołę, a dom parafialny przekształcony został na przedszkole. Według statystyki na 31 grudnia 1951 parafia skupiała 821 członków. W 1951 miało miejsce 5 chrztów, 2 śluby, 9 pogrzebów, 51 osób konfirmowano, a 58 pobierało naukę religii. 
W 1953 Naczelna Rada Kościoła poleciła przekazanie parafii w Rybnie administracji nad parafią w Dźwierzutach, co spotkało się jednak ze sprzeciwem tutejszej rady parafialnej. W 1954 w Dźwierzutach było 830 wiernych.
W kwietniu 1959 dotychczasowy proboszcz parafii w Pasymiu ks. Otton Wittenberg rozpoczął pracę w parafii w Olsztynie, wobec czego Dźwierzuty były od tego czasu obsługiwane przez duszpasterzy parafii w Biskupcu. W czerwcu 1967 zbór w Dźwierzutach stał się stacją kaznodziejską należącą do parafii w Pasymiu, licząc wówczas 250 członków.

### Jedwabno
Kościół w Jedwabnie został wybudowany przed 1400. W 1580 został zastąpiony nowym obiektem, który uległ spaleniu w 1721. Na jego fundamentach dopiero w latach 1757–1759 powstał nowy kościół z kwadratową wieżą. W jego wnętrzu umieszczono empory o dwóch kondygnacjach, na których wymalowano sceny z Biblii. Zachowany ołtarz z 1680 został przebudowany i połączony z amboną. 3 października 1858 doszło do poświęcenia nowych organ. W 1935 wykonany został remont, podczas którego budynek pomalowano.
W latach 20. XX wieku parafia w Jedwabnie skupiała 3655 wiernych, a na jej terenie funkcjonowało 9 szkół.
W 1945 doszło do spalenia kościoła. Rok później opiekę nad miejscowymi wiernymi przejął ks. Otton Wittenberg z parafii w Pasymiu. W momencie tym parafia w Jedwabnie liczyła około 1100 wiernych. Wobec zniszczenia kościoła, nabożeństwa prowadzone były w pokoju w prywatnym budynku. 
W okresie 1947–1950 teren ten opuściło ponad 200 dotychczasowych członków parafii. Według stanu na 31 grudnia 1951 skupiała ona 879 członków. W roku tym miały miejsce 4 chrzty, 6 pogrzebów, 15 osób przystąpiło do konfirmacji, a 35 dzieci uczęszczało na lekcje religii. Należąca wcześniej do parafii plebania była zajmowana przez jednego z nowych osadników. W początku lat 50. XX wieku nabożeństwa organizowane były w domu parafialnym.
W maju 1959 opiekę duszpasterską nad wiernymi parafii w Jedwabnie objął ks. Henryk Zalewski z Pasymia. Nabożeństwa zostały przeniesione na poddasze budynku przy ul. Olsztyńskiej 12, które zostało przystosowane na kaplicę mieszczącą 100 osób. W 1961 duszpasterz skierował do Wydziału do Spraw Wyznań prośbę o wyrażenie zgody na odbudowę kościoła wobec zbyt małego rozmiaru kaplicy na potrzeby zboru, liczącego wtedy 300 osób, z czego 33 dzieci, które pobierały naukę religii. W 1963 liczba wiernych zmniejszyła się do 221 osób.
W 1968 dotychczasowa samodzielna parafia w Jedwabnie została zdegradowana do stacji kaznodziejskiej parafii w Pasymiu i od tego czasu jest obsługiwana przez jej kolejnych proboszczów. W 1970 stacja kaznodziejską skupiała 150 członków. 
W połowie 1970 stanowisko proboszcza w Pasymiu objął ks. Henryk Szreder, stając się jednocześnie duszpasterzem stacji kaznodziejskiej w Jedwabnie. Wówczas było tu jedynie 90 wiernych. Ruiny dawnego kościoła ewangelickiego zostały ostatecznie rozebrane w 1971.
W 1985 zbór w Jedwabnie skupiał około 30 członków i od tej pory liczba ta pozostaje na podobnym poziomie.

## Współczesność
Parafia liczy około 200 wiernych. Nabożeństwa w kościołach w Pasymiu i w Dźwierzutach odbywają się w każdą niedzielę w miesiącu oraz w święta. Ponadto w Jedwabnie w budynku przy ul. Olsztyńskiej 12 w co drugą niedzielę i w święta mają miejsce nabożeństwa domowe.
Zarówno w kościele w Pasymiu, jak i w Dźwierzutach, odbywają się międzynarodowe koncerty muzyki organowej oraz kameralnej.